# گنیپین
گنیپین (به انگلیسی: Genipin) با فرمول شیمیایی C۱۱H۱۴O۵ یک ترکیب شیمیایی با شناسه پاب‌کم ۴۴۲۴۲۴ است. که جرم مولی آن ۲۲۶٫۲۲۶ g/mol می‌باشد. 